# 日本音声製作者連盟
一般社団法人日本音声製作者連盟（いっぱんしゃだんほうじん にほんおんせいせいさくしゃれんめい、英: Japan Audio Producers' Association、略称：JAPA）は、音声制作を手掛ける企業が加盟する日本の業界団体。

## 概要
日本において音声制作を手掛ける企業のための一般社団法人。音声制作会社にとっては、日本で唯一の業界団体である。もともとは、労働問題を音声制作会社の立場から議論するために発足した組織であり、声優や翻訳者らの権利者組合と対峙し、団体協約などの交渉を重ねてきた。
紫水会（しすいかい）を前身とし、日本音声製作者連盟（にほんおんせいせいさくしゃれんめい）を経て、有限責任中間法人日本音声製作者連盟（ゆうげんせきにんちゅうかんほうじん にほんおんせいせいさくしゃれんめい）を改組し発足した。

## 特徴
日本音声製作者連盟は、音声制作業界の安定や発展を目指している。日本語圏外で制作された映画、ドラマ、ドキュメンタリー、アニメーション、ゲームなどといった各コンテンツの吹替版の制作を手掛ける企業や、日本語圏内で制作されたアニメーションやゲームの音響の制作を手掛ける企業などにより構成されている。具体的な活動としては、関連団体との団体協約や覚書の締結と履行、制作環境の改善、音声制作物のデータベースの構築、といった事業を展開している。また、音声制作に関する広報、音声制作に関する書籍の刊行、音声制作の振興、などといった事業も手掛けている。そのほか、イベントへの協賛や後援なども行っている。

## 沿革
1960年代の日本では、声優に対する理不尽な扱いが横行しており、待遇の低さが大きな問題となっていた。日本の各放送局は、吹替やラジオドラマにて声だけで演技する俳優と、テレビにて顔を出して演技する俳優との間で、出演料に大きな差をつけていた。顔を出さないのだから、との理由により、吹替やラジオドラマの俳優には低額の出演料しか支払わないということが横行していた。これに対し、声優を含む俳優らは任意団体である日本放送芸能家協会を結成し、待遇の改善を要求するようになった。1970年代に入ると、声優や翻訳者などの権利者から再放送時の二次使用料を支払うよう要求する動きが活発化し、事業協同組合化された協同組合日本放送芸能家協会の流れを汲む協同組合日本俳優連合と、協同組合日本放送作家組合の流れを汲む協同組合日本脚本家連盟とが、互いに協力し合って主張を展開するようになった。一方、音声制作会社は、業界団体が存在しなかったため各社ばらばらで個別に権利者組合と交渉してきたが、事態に対処し切れない状況となっていった。それに対し、外国映画配給会社は業界団体として山水会を結成し、山水会が代表して権利者組合と交渉する方法を採っていた。これを受け、音声制作会社も業界団体を発足させることになり、1971年に音声制作会社7社による紫水会が結成された。
1978年、紫水会は発展的に解消するとともに、音声制作会社10社により新たに任意団体として日本音声製作者連盟が発足した。同年より業務を開始し、再放送に伴う使用料の徴収や分配をスタートさせた。なお、同年中には、協同組合日本俳優連合と「外国映画日本語版の出演に関する協定書」を締結するとともに、協同組合日本脚本家連盟と「外国映画日本語版の翻訳著作物使用に関する協定書」を締結した。1981年には、動画連盟や協同組合日本俳優連合と「テレビ放送用アニメーション番組の出演並びに音声制作に関する協定書」を締結した。
2003年に有限責任中間法人に移行した。そのため、日本音声製作者連盟では設立年月日を2003年4月1日としている。公益法人制度改革に伴い、2009年に一般社団法人に移行した。

## 略歴
- 1971年 - 紫水会結成[3]。
- 1978年 - 日本音声製作者連盟結成[3]。
- 2003年 - 有限責任中間法人に移行[3]。
- 2009年 - 一般社団法人に移行[3]。

## 役員
| 役名           | 氏名       | 所属                                                | 備考             |
| -------------- | ---------- | --------------------------------------------------- | ---------------- |
| 代表理事理事長 | 川島誠一   | グロービジョン株式会社 常務取締役                   |                  |
| 副理事長       | 菊地謙     | ACクリエイト株式会社 代表取締役社長                 | 外画分科会担当   |
| 専務理事       | 大谷俊賢   | 一般社団法人日本音声製作者連盟 専務理事             |                  |
| 理事相談役     | 南沢道義   | 株式会社ハーフエイチピースタジオ 代表取締役社長     |                  |
| 理事           | 飯塚義豪   | 株式会社東北新社 上席執行役員                       | 渉外業務部担当   |
| 理事           | 堤修一     | ブロードメディア株式会社 執行役員                   | 企画総務部担当   |
| 理事           | 竹内健次郎 | 株式会社青二プロダクション 代表取締役社長           | 事業・広報部担当 |
| 理事           | 明田川進   | 株式会社マジックカプセル 代表取締役                 | アニメ分科会担当 |
| 理事           | 入江信子   | 株式会社STUDIO MAUSU 制作課主任                     |                  |
| 理事           | 浦上靖之   | 株式会社オーディオ・プランニングユー 代表取締役社長 |                  |
| 理事           | 清水勝則   | 株式会社ザック・プロモーション 代表取締役社長       |                  |
| 理事           | 鶴岡陽太   | 有限会社楽音舎 代表取締役社長                       |                  |
| 理事           | 村井亨子   | 株式会社スタジオ・エコー 代表取締役社長             |                  |
| 監事           | 石原直人   | 株式会社テレシスUi 執行役員                         |                  |
| 監事           | 西矢泰之   | 株式会社クープ 常務取締役                           |                  |
| 名誉会員       | 本田保則   | 音響監督                                            |                  |
| 名誉会員       | 田中英行   | 音響監督                                            |                  |
| 名誉相談役     | 中原教之   |                                                     |                  |

## 会員
2023年9月現在。

### 正会員
- 株式会社アイアディクション[13]
- 株式会社青二プロダクション[13]
- アクシー株式会社[13]
- 株式会社IMAGICAエンタテインメントメディアサービス
- ACクリエイト株式会社[13]
- 株式会社オーディオ・プランニングユー[13]
- 株式会社叶音[13]
- 株式会社クープ
- 株式会社くりぷろ[13]
- 株式会社クルーズ[13]
- グロービジョン株式会社[13]
- 有限会社サウンドチーム・ドンファン[13]
- 株式会社ザック・プロモーション[13]
- サンオンキョー有限会社[13]
- 株式会社JVCケンウッド・ビデオテック[13]
- 株式会社神南スタジオ
- 株式会社スタジオ・エコー[13]
- 株式会社STUDIO MAUSU[13]
- ソニーPCL株式会社[13]
- 株式会社ソニルード
- 株式会社dugout[13]
- 株式会社ダックスプロダクション[13]
- 株式会社タバック[13]
- 株式会社ティー・エー・ビー[13]
- 有限会社テクノサウンド[13]
- 株式会社テレシスUi[13]
- 株式会社東北新社[13]
- トランスグローバル株式会社[13]
- 有限会社トリニティサウンド[13]
- 株式会社ニュージャパンフィルム[13]
- 株式会社ハーフエイチピースタジオ[13]
- 株式会社ビットグルーヴプロモーション
- 株式会社フォアクロス[13]
- 株式会社Planet Movie[13]
- ブロードメディア株式会社[13]
- プロセンスタジオ株式会社[13]
- 有限会社マイ・ディア・ライフ[13]
- 株式会社マグノリアカンパニー[13]
- 株式会社マジックカプセル[13]
- 有限会社楽音舎[13]

### 準会員
- 株式会社アミューズメントメディア総合学院AMGスタジオ[14]

### 関係団体
- 日本放送協会[15]
- 一般社団法人日本民間放送連盟[15]
- 一般社団法人衛星放送協会[15]
- 一般社団法人日本動画協会[15]
- コンピュータエンターテインメント協会[15]
- 特定非営利活動法人放送批評懇談会[15]
- 協同組合日本俳優連合[15]
- 協同組合日本脚本家連盟[15]
- 一般社団法人日本芸能マネージメント事業者協会[15]
- 一般社団法人日本声優事業社協議会[15]
- 一般社団法人日本ポストプロダクション協会[15]
- 一般社団法人日本映像ソフト協会[15]
- 公益社団法人日本芸能実演家団体協議会[15]
- 特定非営利活動法人映像産業振興機構[15]

## 著作

### 編纂
- 『音声制作者の自画像と夢――映像にいのちを吹き込んできた50年』日本音声製作者連盟、2001年。

### 企画、監修、等
- 日本音声製作者連盟企画・監修『日本音声製作者名鑑――アニメ・洋画・ゲームソフト声優・制作スタッフのすべて』2004年版、小学館、2004年。ISBN 4095263016
- 日本音声製作者連盟企画・監修『日本音声製作者名鑑――アニメ・洋画・ゲーム・ネットコミック声優・制作スタッフのすべて』2007年版、小学館、2007年。ISBN 978-4-09-526302-1
- 日本音声製作者連盟監修『吹き替え文化の明日に向かって――音声連30年の記録』日本音声製作者連盟、2008年。